# Василије Шајиновић
Василије Шајиновић (Шњеготина Горња, 14. јануар 1949 — Добој, 16. октобар 2021) био је српски пјесник, антологичар, прозни писац и књижевни критичар.

## Биографија
Василије Шајиновић је рођен 14. јануарa 1949. године у Шњеготини Горњој, тадашња општина Челинац, а данас теслићка општина. Четири разреда основне школе завршио је у родном селу, пети на Карачу (Шњеготина Средња), а остала три у Теслићу. Учитељску школу је похађао у Травнику, вишу педагошку у Тузли, а студиј југословенских књижевности завршио у Новом Саду. До 1977. живио је и радио у Теслићу, затим у Босанском Броду, а од 1. септембра 1978. настанио се у Добоју, гдје је радио као средњошколски професор до пензионисања. Преминуо је 16. октобра 2021. године у 72. години живота.

### Књижевни рад
Поезију је започео да пише такорећи од малих ногу, а почео је као основац да објављује у сарајевским „Малим новинама“. Kасније објављује у часопису „Лица“, потом је објављивао на Радио Теслићу и Радио Добоју. У периоду од 1992. до 2014. објављује у разним публикацијама као што је годишњи Календар СПКД „Просвјета“. Такође, своју поезију објављује у часопису „Српска вила“ из Бијељине, „Духовност српска“ из Теслића, те у добојском часопису „Значења“.
Заступљен је у заједничким збиркама поезије „Отаџбина се брани песмом“ (Београд, 1998), „Сејачи песама у балканском парку“ (Београд, 2000), „Видовданске бесједе“ (Прњавор, 2008) и др. Самосталну књигу пјесама под називом „Антејска снага“ објавио је 2000. године у издању СПКД „Просвјета“ Добој. Године 2010. саставио је и књижевнокритички образложио, те објавио  „Антологију ратне лирике Републике Српске 1992-2002“. Пројекат је прихваћен на конкурсу за издавачку дјелатност и суфинансиран од стране Министарства просвјете и културе Републике Српске.
У посљедњих двадесетак година пише кратку причу, за коју је до сада више пута награђиван и уврштен у „Зборник кратке приче“. Такође је заступљен с награђеним и одабраним причама у зборницима радова „Истина о Србима“.
Поред наведеног, Шајиновић се перманентно бавио књижевном критиком и есејистиком које је претежно објављивао у листу „Видици“, часопису „Значења“ из Добоја, и бањолучком часопису „Сретења“.
У марту 2020. године објавио је књигу есеја, критика и чланака о књижевности Републике Српске под називом „Ријеч у времену“.